# Stepan Matwijiw
Stepan Ołeksijowycz Matwijiw, ukr. Степан Олексiйович Матвіїв (ur. 10 marca 1968 we wsi Piszczany, w obwodzie lwowskim) – ukraiński piłkarz, grający na pozycji napastnik, trener piłkarski.

## Kariera piłkarska
W 1986 rozpoczął karierę piłkarską w amatorskiej drużynie Maszynobudiwnyk Borodzianka, którą trenował Wiktor Żylin. Potem 3 lata służył w marynarce wojskowej, gdzie bronił barw SKF "Siewieromorsk". Po zakończeniu służby wojskowej 1990 przeszedł do trzecioligowego klubu Dnipro Czerkasy. Był najlepszym strzelcem Drugiej Ligi w sezonie 1992/93 – 20 goli. Kolejny sezon 1993/94 rozpoczął w FK Boryspol, a następny w stworzonym po reorganizacji klubu CSKA-Boryspol Kijów, z którym awansował do Wyższej Ligi. W 1995 przeszedł do innego pierwszoligowego klubu Prykarpattia Iwano-Frankowsk. W latach 1997–1999 bronił barw klubów FK Tyśmienica, Wołyń Łuck, Torpedo Zaporoże oraz Wiktor Zaporoże. W 2000 powrócił do Prykarpattii, w której występował do końca 2001. W 2002 rozegrał jeszcze 5 meczów w amatorskiej drużynie "Europa Pryłuki" oraz 1 mecz w trzecioligowym Borysfen-2 Boryspol, w którym zakończył karierę piłkarską.

## Kariera trenerska
Pracę szkoleniową rozpoczął w 2003 na stanowisku głównego trenera Borysfen-2 Boryspol. Następnie szkolił Boreks-Borysfen Borodianka. Od sezonu 2004/05 trenował najpierw drużynę rezerwową, a potem seniorów w klubie Borysfen Boryspol. W 2006 identyczna sytuacja powtórzyła się z klubem Metałurh Donieck. W 2007 powrócił do Borysfenu Boryspol. Prowadził również kluby Kniaża Szczasływe oraz Prykarpattia Iwano-Frankowsk. Był asystentem selekcjonera juniorskiej reprezentacji Ukrainy. Od czerwca 2010 pomagał trenować FK Lwów. W czerwcu 2011 został zaproszony do sztabu szkoleniowego Czornomorca Odessa. Podczas przerwy zimowej sezonu 2014/15 razem z głównym trenerem Romanem Hryhorczukiem opuścił odeski klub.